# 西日本鉄道那珂川自動車営業所

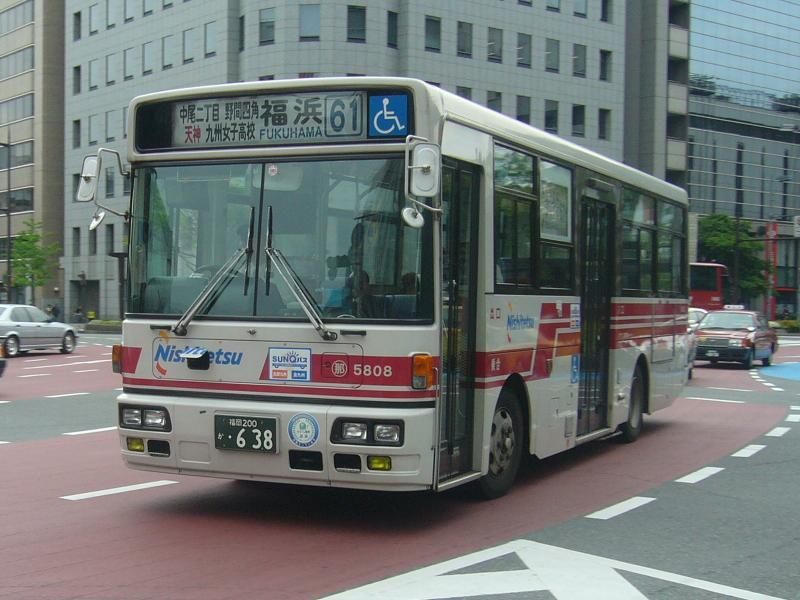
那珂川自動車営業所所属車両

那珂川自動車営業所（なかがわじどうしゃえいぎょうしょ）は、西日本鉄道のバス営業所のひとつで、おもに福岡市都心部と南区東部・那珂川市・春日市を結ぶ路線を担当する。営業所表記は○那。
1965年8月1日開設。2023年11月4日、老朽化に伴い国道385号線の裏へ移転。
旧営業所跡地は大手スーパーイズミが運営するゆめモール那珂川が開業予定としている。

## 管轄路線
- 2025年3月15日現在の路線（太字は終点・始発停留所）

### Fukuoka BRT
- BRT（快速）

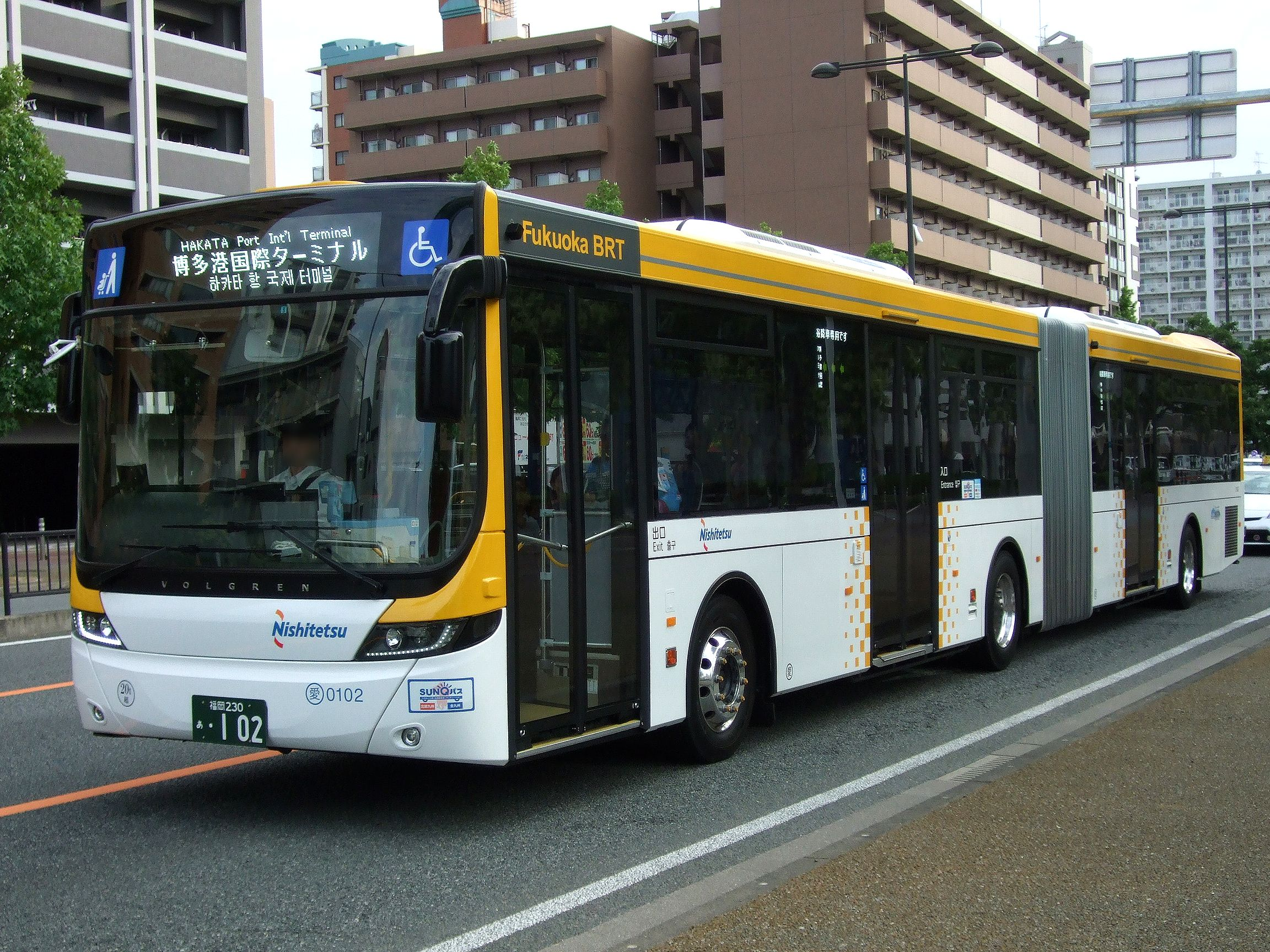
BRTに使用される連節バス(写真は愛宕浜営業所所属車両)

  - 博多港国際ターミナル - マリンメッセ前 - 国際会議場・サンパレス前 - 福岡市民ホール北口 - 天神(←ソラリアステージ前2A / コア前7C→) - 渡辺通一丁目(←電気ビル共創館前 / サンセルコ前→) - 博多駅(←博多駅前A / 博多駅前F→) - 呉服町 - 蔵本 - 国際会議場・サンパレス前 - マリンメッセ前 - 博多港国際ターミナル
- W特快（電気ビル共創館前→中央ふ頭間：BRT外回り、中央ふ頭→天神間：BRT内回り）
  - 那珂川営業所 - 福岡女子商前 - 片縄 - 老司 - 向新町 - 三宅本町 - 西鉄大橋駅 - 清水町 - 日赤前 - 那の川 - 渡辺通一丁目FM福岡前 - 渡辺通一丁目電気ビル共創館前 - 天神(← 大丸前4B・コア前7C / ソラリアステージ前2A→) - 博多港国際ターミナル
- 47-1特快（博多駅→中央ふ頭間：BRT内回り）
  - 那珂川営業所 - 福岡女子商前 - 片縄 - 老司 - 向新町 - 三宅本町 - 西鉄大橋駅 - 南警察署前 - 清水四丁目 - 清水二丁目 - 清水一丁目 - パナソニック前 - 美野島三丁目 - 美野島一丁目 - 住吉四丁目 - 博多駅(←博多駅前A / 博多駅前F→) - 博多港国際ターミナル

### 渡辺通幹線

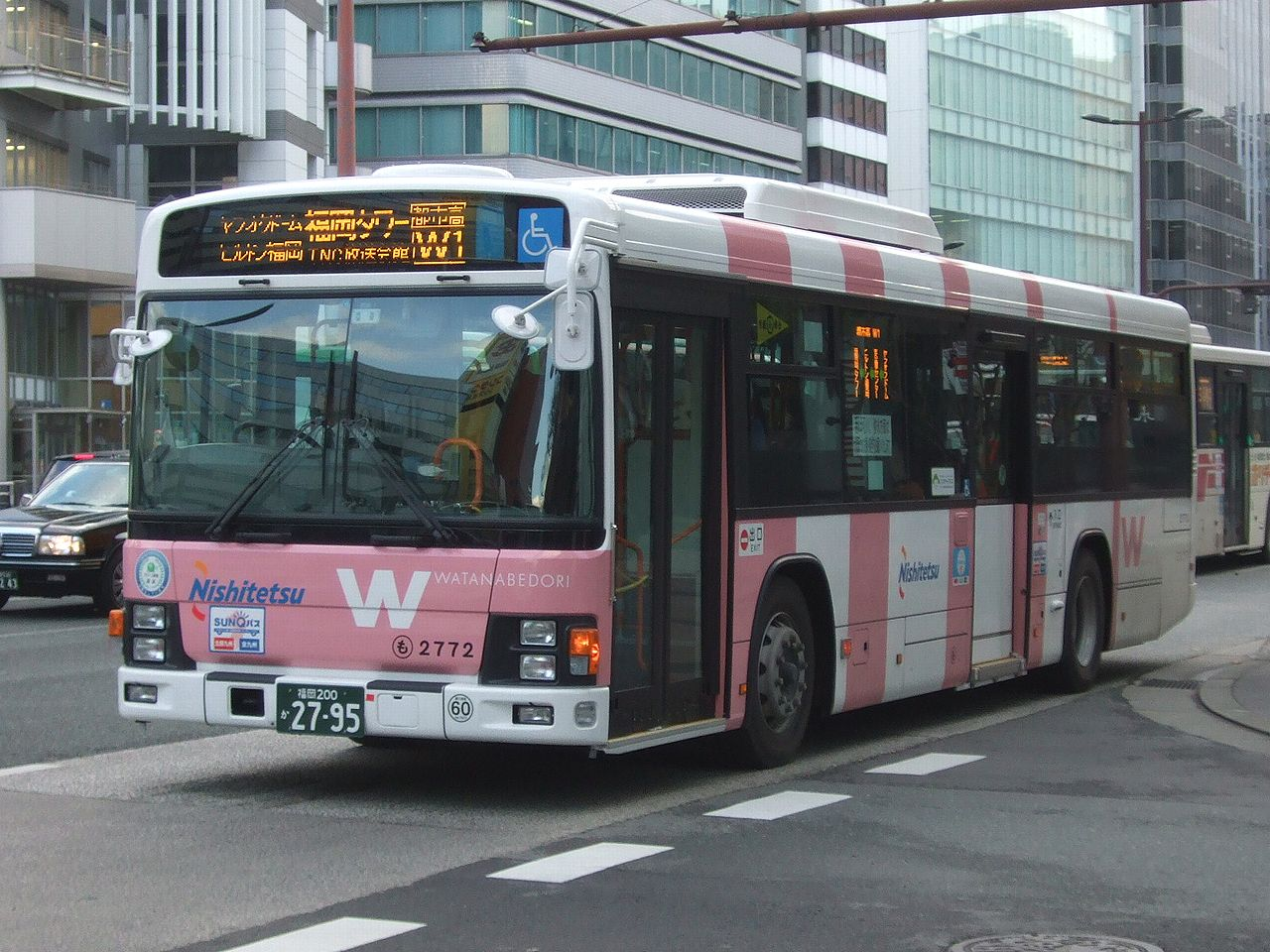
渡辺通幹線専用塗色の車両(写真は百道浜営業所所属車両)

渡辺通り・日赤通りを経由し、シーサイドももち地区・天神と西鉄大橋駅および那珂川・弥永方面を結ぶ路線。
行先番号は路線名である渡辺通りの頭文字（Watanabe-dori）を取って「W」が与えられており、行先・経由ごとにW1～W4の行先番号が与えられ、当系統向けに導入された車両の外装デザインは通常の一般路線車塗装と異なり、ピンク（■）をベースにしたカラーリングとなっている。車体側面は現行塗装（スマートループ）のストライプをピンクで統一し、前面・後面と両側面に行先番号である「W」の文字が配置される。2021年3月13日改正より福岡高速営業所との共同運行となっている。2024年3月16日のダイヤ改正でヒルトン福岡シーホークを平日20時以降、土日祝11時以降は通過する系統が新設された。
- （■■ 62 ↔）■■ W1
  - 那珂川営業所 - 片縄 - 老司 - 三宅本町 - 西鉄大橋駅 - 南区役所 - 清水町 - 日赤前 - 渡辺通一丁目 - 天神 - (天神北RP - 都市高速 - 西公園RP) - みずほPayPayドーム - ヒルトン福岡シーホーク[3] - 福岡タワー(TNC放送会館)
- （■ 62→）■■ W2
  - 那珂川営業所→片縄→老司→三宅本町→西鉄大橋駅 - 南区役所 - 清水町 - 日赤前 - 渡辺通一丁目 - 天神 - (天神北RP - 都市高速 - 百道RP) - 福岡タワー(TNC放送会館)
- ■ 62-1→■ W2
  - コットンヒルズ那珂川ハイツ南→那珂川ハイツ→博多南駅→警弥郷→老司→三宅本町→西鉄大橋駅→南区役所→清水町→日赤前→渡辺通一丁目→天神→(天神北RP→都市高速→百道RP)→福岡タワー(TNC放送会館)
- （■■ 62 ↔）■■ W3
  - 那珂川営業所 - 片縄 - 老司 - 三宅本町 - 西鉄大橋駅 - 南区役所 - 清水町 - 日赤前 - 渡辺通一丁目 - 天神 - 那の津四丁目
- ■■ 62-1 ↔ ■■ W3
  - コットンヒルズ那珂川ハイツ南 - 那珂川ハイツ - 博多南駅 - 警弥郷 - 老司 - 三宅本町 - 西鉄大橋駅 - 南区役所 - 清水町 - 日赤前 - 渡辺通一丁目 - 天神 - 那の津四丁目
- ■（特快162→）■ 快速W3
  - 那珂川営業所→片縄→老司→三宅本町→西鉄大橋駅→南区役所→清水町→日赤前→渡辺通一丁目→天神→那の津四丁目
  - コットンヒルズ那珂川ハイツ南→那珂川ハイツ→博多南駅→警弥郷→老司→三宅本町→西鉄大橋駅→南区役所→清水町→日赤前→渡辺通一丁目→天神→那の津四丁目

### 那珂川フィーダー線
西鉄大橋駅を拠点に那珂川市内の地域輸送を担う路線。
- ■■ 62
  - 市の瀬 - 不入道 - 山田 - 西隈・市役所入口 - 現人橋 - 那珂川営業所 - 片縄 - 老司 - 三宅本町 - 西鉄大橋駅
- ■■620↔■W/■W4↔■■62
  - コットンヒルズ那珂川ハイツ南 - 那珂川ハイツ - 安徳小学校 - 松の木 - 那珂川営業所 - 片縄 - 老司 - 野多目ランプ入口 - （野多目RP - 都市高速 - 千代RP） - 蓮池 - 呉服町 - 川端町・博多座前 - 天神 - 渡辺通一丁目 - 日赤前 - 南区役所 - 西鉄大橋駅 - 三宅本町 - 老司 - 片縄 - 那珂川営業所
- ■■ 62-1（→62）
  - コットンヒルズ那珂川ハイツ南 - 那珂川ハイツ - 安徳小学校 - 博多南駅 - 警弥郷 - 老司 - 三宅本町 - 西鉄大橋駅
- ■■ 49
  - 博多南駅 - 上白水九丁目 - 弥永団地 - 下曰佐 - 香蘭短大 -  西鉄大橋駅
- ■■ 3
  - 博多南駅 - 松の木新町 - 片縄 - 老司 - 三宅本町 - 西鉄大橋駅
- ■■ 無番
  - 西鉄大橋駅 - 三宅本町 - 老司団地 - やよい坂 - 屋形原 - 桧原営業所 - 博多工業高校
- ■ 無番
  - 西鉄大橋駅→三宅本町→老司団地→やよい坂→屋形原→桧原営業所→柏陵高校前→柏原営業所
- □ 直行
  - 西鉄大橋駅→香蘭短大前→井尻六ッ角→福岡女学院
- ■■ 7
  - 西鉄大橋駅 - 三宅本町 - 和田四丁目 - 東若久

### 屋形原線

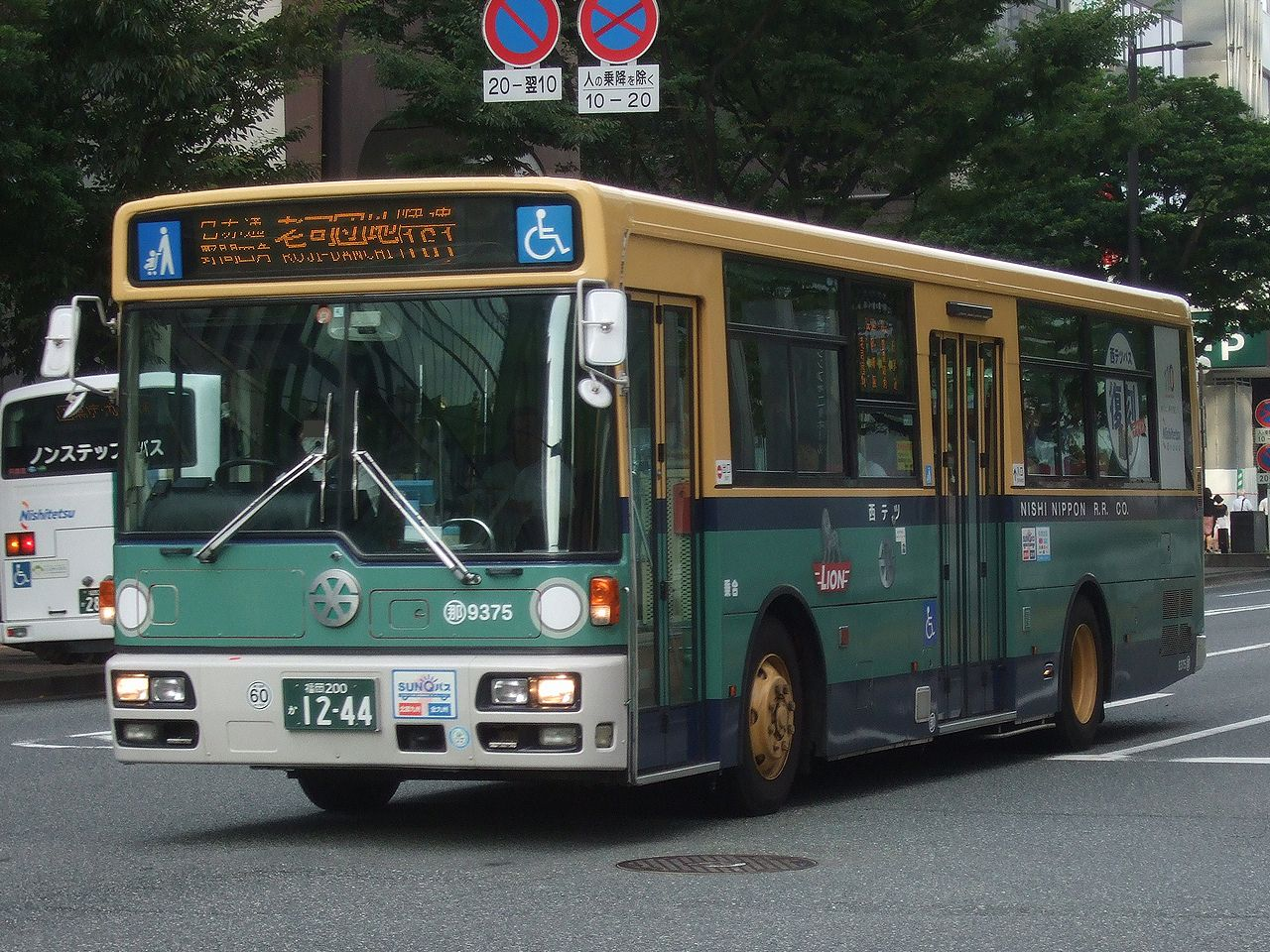
161番
2018年5月27日より運行されている創立110周年記念ラッピング車両で1950年代から1975年までの西鉄一般路線車の塗装を再現したラッピングが施されている

- ■■ 61（箱崎三丁目行きは天神から1番、那の津四丁目行きは清水町からW3）
  - 那珂川営業所 - 今立 - 鶴田 - やよい坂 - 屋形原 - 中尾一丁目 - 若久 - 野間四角 - 日赤前 - 渡辺通一丁目 - 天神 - 川端町・博多座前 - 呉服町 - 県庁前 - 箱崎三丁目
  - 那珂川営業所 - 現人橋 - 鶴田 - やよい坂 - 屋形原 - 中尾一丁目 - 若久 - 野間四角 - 日赤前 - 渡辺通一丁目 - 天神 - 浜の町病院入口 - 那の津四丁目
  - （若久団地第三←若久団地第一←/若久団地第一→若久団地第三→） - 若久団地 - 野間四角 - 日赤前 - 渡辺通一丁目 - 天神 - 浜の町病院入口 - 那の津四丁目
- ■ 68-1（郊外向けは■61）
  - 那珂川営業所 - 現人橋 - 鶴田 - やよい坂 - 屋形原 - 野間四角 - 日赤前 - 渡辺通一丁目 - 天神 - 長浜二丁目 - 福大若葉高校前 - 福浜
  - 九州がんセンター - 福翔高校前 - 中尾一丁目 - 若久 - 野間四角 - 日赤前 - 渡辺通一丁目 - 天神 - 長浜二丁目 - 福大若葉高校前 - 福浜
- ■■610↔■■61
  - 那珂川営業所 - 今立 - 鶴田 - やよい坂 - 老司団地 - 野多目ランプ入口 - （野多目RP - 都市高速 - 千代RP） - 蓮池 - 呉服町 - 川端町・博多座前 - 天神 - 渡辺通一丁目 - 日赤前 - 野間四角 - 若久 - 中尾一丁目 - 屋形原 - やよい坂 - 鶴田 - 現人橋 - 那珂川営業所
- ■■ 快速161（箱崎三丁目行きは天神から1番、博多ふ頭行きは渡辺通一丁目から90番、那の津四丁目行きは清水町からW3）
  - 老司団地 - やよい坂 - 屋形原 - 中尾一丁目 - 若久 - 野間四角 - 日赤前 - 渡辺通一丁目 - 天神 - 川端町・博多座前 - 呉服町 - 県庁前 - 箱崎三丁目
  - 那珂川営業所→今立→鶴田→やよい坂→屋形原→中尾一丁目→若久→野間四角→日赤前→渡辺通一丁目→天神→川端町・博多座前→呉服町→県庁前→箱崎三丁目（平日朝2便のみ）
  - 老司団地 - やよい坂 - 屋形原 - 中尾一丁目 - 若久 - 野間四角 - 日赤前 - 渡辺通一丁目 - 天神 - 福岡市民ホール - 博多ふ頭
  - 老司団地 - やよい坂 - 屋形原 - 中尾一丁目 - 若久 - 野間四角 - 日赤前 - 渡辺通一丁目 - 天神 - 浜の町病院入口 - 那の津四丁目
- ■■ 6
  - 西鉄大橋駅 - 南区役所 - 清水町 - 野間四角 - 屋形原 - 桧原営業所 - 堤 - 片江営業所 - さくら病院[4] - 福大病院

2007年3月26日に区3番の廃止に伴い6番が新設された。6番の登場により、片江便の61番は1時間間隔となったが、野間四角 - 福大病院間は30分間隔に増えた（その後、片江担当61番の廃止に伴い1時間間隔に減少）。系統番号に区3番が引き継がれなかった理由として、同時期に廃止された3番福大病院線との誤乗を避けるためと思われる。基本的に中型車が使用されるが、大型車が使用されることもある（平日の桧原営業所始発便は、那珂川フィーダー線の間合いとして大型車が使用される）。
2010年3月27日のダイヤ改正で那珂川営業所の担当になった。それまでは片江営業所が担当していた。移管後は日中のみ1時間間隔での運行となっていたが、現在は減便傾向にある。福大病院到着後は折り返しまで片江営業所まで回送されて待機する。
- ■■ 66
  - 那珂川営業所 - 今立 - 鶴田 - やよい坂 - 屋形原 - 中尾一丁目 - 若久 - 野間四角 - 日赤前 - 百年橋 - 駅南三丁目 - 博多駅
  - 那珂川営業所 - 現人橋 - 鶴田 - やよい坂 - 屋形原 - 中尾一丁目 - 若久 - 野間四角 - 日赤前 - 百年橋 - 駅南三丁目 - 博多駅
  - 国立福岡病院 - 中尾一丁目 - 若久 - 野間四角 - 日赤前 - 百年橋 - 駅南三丁目 - 博多駅
- 無番
  - 那珂川営業所 - 今立 - 鶴田 - やよい坂 - 屋形原 - 中尾一丁目 - 若久 - 野間四角 - 西鉄高宮駅東口
  - 老司団地 - 屋形原 - 中尾一丁目 - 若久 - 野間四角 - 西鉄高宮駅東口

### 春日〜大橋線
- ■ 42
  - 博多南駅 - 昇町 - （福岡女学院） - 井尻六ッ角 - 香蘭短大 - 西鉄大橋駅
  - 天神山 - 大土居 - 昇町 - （福岡女学院） - 井尻六ッ角 - 香蘭短大 - 西鉄大橋駅

2024年3月16日の改正で乗務員不足対策の為、博多南駅発着全便と天神山発着の大半が西鉄バス二日市月の浦本社から移管され、担当するようになった。

### 春日原線
- ■ 2
  - 西鉄春日原 - JR春日駅 - 光町三丁目 - 若葉台 - ちくし台 - 紅葉ヶ丘 - 大土居 - 天神山 - 上白水公民館入口 - （←下中原←） - 博多南駅

2024年10月1日の改正で乗務員不足対策の為、博多南駅発着全便が西鉄バス二日市月の浦本社から移管された。
- 無番
  - 那珂川営業所 - 道善四角 - 松の木新町 - 博多南駅

送り込み便として新設された。

### 大橋〜福翔線
- ■■ 47（→99）
  - 那珂川営業所 - 片縄 - 老司 - 三宅本町 - 西鉄大橋駅 - 塩原 - 清水一丁目 - 美野島一丁目 - 駅前四丁目 - 博多駅 - 呉服町 - 蔵本 - 博多ふ頭
- ■■ 47-1（→99）
  - 那珂川営業所 - 片縄 - 老司 - 三宅本町 - 西鉄大橋駅 - 南警察署前 - 清水一丁目 - 美野島一丁目 - 駅前四丁目 - 博多駅 - 呉服町 - 蔵本 - 博多ふ頭
- ■■ 48（→99）
  - レークヒルズ野多目 - 福翔高校前 - 野多目 - 九州がんセンター - 三宅本町 - 西鉄大橋駅 - 竹下駅西口 - 塩原橋 - 美野島南公園前 - 美野島一丁目 - 駅前四丁目 - 博多駅 - 呉服町 - 蔵本 - 博多ふ頭
- ■ 48（→99）（郊外向けは■48-1）
  - 老司団地 - 三宅本町 - 西鉄大橋駅 - 竹下駅西口 - 塩原橋 - 美野島南公園前 - 美野島一丁目 - 駅前四丁目 - 博多駅 - 呉服町 - 蔵本 - 博多ふ頭
- ■■ 48-2（→48）
  - レークヒルズ野多目 - 福翔高校前 - 野多目 - 九州がんセンター - 三宅本町 - 西鉄大橋駅 - 竹下駅西口 - 塩原橋 - 美野島南公園前 - 駅南三丁目 - 博多駅
- ■■ 60
  - 那珂川営業所 - 片縄 - 老司 - 三宅本町 - 西鉄大橋駅 - 清水町 - きよみ立体橋東 - 山王一丁目 - 博多駅筑紫口
- ■■ 63（→90）
  - 西鉄大橋駅 - 竹下駅西口 - 塩原橋 - 美野島南公園前 - 美野島一丁目 - 住吉 - 渡辺通一丁目 - 天神 - 福岡市民ホール - 博多ふ頭
- ■■ 4
  - 那珂川営業所 - 今立 - 鶴田 - やよい坂 - 老司団地 - 三宅本町 - 西鉄大橋駅

## 過去の路線
過去に担当していた系統を記す。一部区間が廃止され、路線自体は存続しているものについても記載する。

### 那珂川幹線
- ■■ 62-1（西鉄大橋駅方面は老司から62番、吉塚営業所行きは天神バスセンター・三越前から1番として運行）
  - 吉塚営業所 - 県庁前 - 蓮池 - 呉服町 - 東中洲 - （62-1番:現行路線 天神 - コットンヒルズ那珂川ハイツ南） - 那珂川南中学校前 - 上梶原
- ■■ 急行162（急行区間　天神 - 清水町、西鉄大橋駅 - 老司）
  - 那の津四丁目→天神→渡辺通一丁目→那の川→日赤前→清水町→薬大前→南区役所前→西鉄大橋駅→三宅本町→向新町→老司→片縄→那珂川営業所 - 現人橋 - 西隈・役場入口 - 市の瀬

### 弥永〜天神線
- ■■ 49（那の津四丁目行きは西鉄大橋駅から62番として運行）
  - 那の津四丁目 - 天神 - 渡辺通一丁目 - 日赤前 - 南市民センター前 - 南区役所 - （49番:現行路線 西鉄大橋駅 - 博多南駅）
  - （49番:現行路線 西鉄大橋駅 - 下白水） - 春日西小前 - 池の下 - 白水池団地 - 観晴が丘 - 那珂川ハイツ入口 - 安徳小学校 - 中原 - 博多南駅
- □ 直行
  - 福岡女学院→井尻駅

### 那珂川フィーダー線
- ■■630↔■W/■W4↔■■49
  - 天神山 - 下白水 - 泉 - 弥永団地 - 警弥郷 - 老司 - 野多目ランプ入口 - （野多目RP - 都市高速 - 千代RP） - 呉服町 - 川端町・博多座前 - 天神 - 渡辺通一丁目 - 日赤前 - 南市民センター前 - 南区役所 - （49番:現行路線 西鉄大橋駅 - 博多南駅）
- ■■ (無番)特快 (空港行きのみ。大橋駅から快速) / 快速60 (大橋駅方面のみ)
  - 那珂川営業所 - 片縄 - 老司 - 三宅本町 - 西鉄大橋駅 - 南区役所 - 清水町 - 山王一丁目(きよみ通り) - 福岡空港国際線

### 大橋〜福翔線
- ■■ 48（博多ふ頭行きは駅前四丁目から99番として運行）
  - （48番:現行路線 博多ふ頭 - 塩原橋） - 清水四丁目 - 塩原 - （48番:現行路線 塩原四丁目 - レークヒルズ野多目）
- ■■ 48-1（博多駅方面は向新町から48番、博多ふ頭行きは駅前四丁目から99番として運行）
  - （48-1番:現行路線 博多ふ頭 - 塩原橋） - 清水四丁目 - 塩原 - （48-1番:現行路線 塩原四丁目 - 老司団地）
- ■■ 48-2（→48）
  - （48-2番:現行路線 博多駅 - 塩原橋） - 清水四丁目 - 塩原 - （48-2番:現行路線 塩原四丁目 - レークヒルズ野多目）
- ■■ 63（博多ふ頭行きは渡辺通一丁目から90番として運行）
  - （63番:現行路線 博多ふ頭 - 塩原橋） - 清水四丁目 - 塩原 - （63番:現行路線 塩原四丁目 - 西鉄大橋駅）
- ■ 無番
  - 那珂川営業所 - 片縄 - 老司 - 九州がんセンター

レークヒルズ野多目への車両の送り込みとして運行されていたが2021年3月13日の改正により廃止された。

### ららぽーと～大橋・竹下線
- ■ 直行
  - ららぽーと福岡 - 西鉄大橋駅

2024年3月16日の改正により竹下営業所との共同運用から外された。

### 屋形原線
- ■ 61
  - 柏原営業所←柏陵高校前←桧原営業所←（61番:現行路線 屋形原 - 今立 - 那珂川営業所）
  - （61番:現行路線 若久団地第三 - 野間四角）←西鉄高宮駅東口←（61番:現行路線 清水町 - 那の津四丁目）
- 2021年3月13日の改正で平日夕方のみの西鉄高宮駅東口経由が廃止された。
- ■ 61 深夜バス
  - 九大前→県庁前→呉服町→川端町・博多座前→天神→渡辺通一丁目→日赤前→野間四角→若久→中尾一丁目→屋形原→やよい坂→鶴田→現人橋→那珂川営業所

### 屋形原（現人橋）線
- ■ 無番
  - 那珂川営業所 - 片縄 - 老司 - 九州がんセンター

車両の送り込みとして運行されていたが2021年3月13日の改正により廃止された。

### 大橋フィーダー線
- ■■ 4
  - （4番:現行路線 西鉄大橋駅 - 今立） - 那珂川橋 - 松の木新町 - 博多南駅
- ■■ 5
  - 西鉄大橋駅 - 高木一丁目 - 弓田町 - 板付中央公園前 - 板付団地第二 - 板付七丁目
- ■無番
  - 那珂川営業所 - 那珂川橋 - 松の木新町 - 博多南駅
- ■■ 7
  - 西鉄大橋駅 - 三宅本町 - 向新町 - 野多目ランプ入口 - 老司 - 老司二丁目 - 片縄 - 福岡女子商前 - 今光橋 - 今光 - 博多南駅

### 那珂川（支線）
- ■■ 8
  - 博多南駅 - 中原 - 松の木 - 五郎丸天神 - 道善二丁目 - 現人橋 - 後野 - 西隈・役場入口 - 冠ヶ丘 - 山田 - 広瀬 - 埋金 - 市の瀬
  - 博多南駅 - 中原 - 松の木 - 五郎丸天神 - 道善二丁目 - 那珂川営業所
- ■無番
  - 博多南駅 - 中原 - 安徳小学校 - 那珂川ハイツ入口 - 那珂川ハイツ - コットンヒルズ那珂川ハイツ南
- ■■ 9
  - 那珂川営業所 - 現人橋 - 後野 - 西隈・役場入口 - 冠ヶ丘 - 渕の上 - 大野 - 西畑 - 大山
  - 那珂川営業所 - 現人橋 - 後野 - 西隈・役場入口 - 冠ヶ丘 - 山田 - 広瀬 - 埋金 - 市の瀬 - 筑紫耶馬溪 - ダム記念碑前 - 佐賀橋

### 都心循環(内回り)線
- ■ 100円循環（内回り）
  - (18)博多バスターミナル（3番のりば）→(17)駅前一丁目→(16)祇園町→(15)奥の堂→(14)呉服町→(13)土居町→(12)川端町・博多座前→(11)東中洲→(10)市役所北口・アクロス福岡前→(9)天神コア前→(8)天神大丸前→(6)春吉→(5)南新地→(4)キャナルイーストビル前→(3)TVQ前→(2)駅前四丁目→(1)博多駅シティ銀行前

### 100円ライナー線
- ★100円ライナー(内回り)
  - (18)博多バスターミナル（3番のりば）→(14)呉服町→(12)川端町・博多座前→(9)天神コア前→(8)天神大丸前→(4)キャナルイーストビル前→(1)博多駅シティ銀行前

### キャナルシティライン線
- - キャナルシティラインバス
    - 博多駅前A→駅前四丁目→テレQ前→キャナルシティ博多前→中洲・南新地→春吉→天神・福岡市役所前→天神ソラリアステージ前(福ビル街区)→天神大丸前→春吉→中洲・南新地→キャナルイーストビル前→テレQ前→駅前四丁目→博多駅センタービル前

### その他
- 佐賀橋⇔板屋（無番）
  - 佐賀橋 - 背振少年自然の家前 - 板屋
- ■ 660
  - 那珂川営業所 - 今立 - やよい坂 - 老司団地 - 老司 - 野多目ランプ入口 - 都市高速(野多目ランプ - 千代ランプ) - 呉服町 - 祇園町 - 博多バスターミナル

## 備考
ICカード乗車券のnimocaの使用が最初に可能となった営業所である（2008年5月18日より）。

## 車両
- 路線車
  - 大型車は日産ディーゼル（現・UDトラックス）といすゞ、日野の配置。2009年度までは全車西工B型であったが、2010年度よりいすゞのエルガが純正車体で導入されている。2011年度には日野のブルーリボンⅡが数台導入された。2013年2月には九州では初となるいすゞエルガハイブリッドが2台導入されたが、現在は2台とも片江営業所に配置されている。尿素SCR採用の路線車が壱岐営業所とともに最初に導入された営業所である。2013年度よりノンステップバスが導入されている。
  - 中型車はいすゞのエルガミオおよび日野のレインボーⅡ（純正車体）が配置されている。基本的に屋形原線(ここでは6・66番も含む)や那珂川フィーダー線(7番)での運行となっている。
  - 連節バスはスカニア製エンジン+ボルグレンOPTIMUSが5台の配置。他車と異なる黄色と白のツートンカラー。
  - 西鉄グループの路線バスでは初と思われる、液晶運賃表が導入されている。
- レトロフィット電気バス（EV車）

2024年頃から台湾のRAC Electric Vehicles社の技術指導により西鉄車体技術でEVに改造された、日産ディーゼル・スペースランナーRAが配置。
現在はEVに改造された、9871・9893・5918・5937・5944・5989・5994・5996・6125・6239・6250・6257・6262（全て日産ディーゼル・スペースランナーRA）が運用についており、今後も増備される。
- 貸切車
  - 過去には、スクールバス及び営業所近隣の送迎用として大型の日野（西工C型）、スクールバス用に三菱ふそう製のS型高速車が2台配置されていた。現在はスクールバス用にリフト改造を受けたスペースランナーRAが1台配置されている。